# Mohamed Bouras
Pour les articles homonymes, voir Bouras.
Mohamed Bouras (arabe : محمد بوراس), né en février 1908 et décédé le 27 mai 1941, est le précurseur du scoutisme algérien et le fondateur des Scouts musulmans algériens. Footballeur du Mouloudia Club Algérois MC Alger.

## Biographie
Né à Miliana dans le quartier Anassers, au sein d'une famille modeste, il fait ses études à l'école des indigènes. Par ailleurs, pour apprendre l'arabe et les bases théologiques de l'islam il étudie à la médersa Al-Falâh. Il continue ensuite ses études au collège français de Miliana.
À partir de 1926, il quitte l'école et entre dans la vie active, il quitte aussi sa ville natale pour Alger. À Alger, il travaille à El-Harrach puis comme secrétaire dactylographe à l'inspection maritime. Il fréquente également le cercle El-Taraki, puis il devient proche politiquement de l'Association des oulémas, et de son chef, le cheikh Abdelhamid Ben Badis. Il participe à de nombreuses manifestations contre la fermeture par la France de mosquée et d'écoles liées à l'Association des oulémas.
En 1932, il suit des cours du soir au Cercle du progrès, dont des cours d'arabe. À l'Université d'Alger, il suit des études en capacité en droit.
En 1935, il pose les statuts des Scouts musulmans algériens aux autorités françaises, ceux-ci valident les statuts en 1936. La première section est constituée à Alger, il lui donne le nom d'al-Falâh.
En 1936, après avoir participé au Congrès musulman, il devient dirigeant de la jeunesse de ce congrès. En juillet 1939, toutes les sections scoutes d'Algérie se constituent en fédération sous la présidence d'honneur de Ben Badis.
Avec le succès des scouts musulmans algériens, qui voyait le nombre de ses adhérents croître, il commençait à représenter un danger pour les autorités françaises. Employé aux services de l'amirauté, il est accusé d'avoir fourni des documents classifiés secret défense à des officiers nazis après les avoir volés. Mohamed Bouras est condamné à mort et fusillé le 27 mai 1941, à l'aube, sur le terrain militaire d'Hussein Dey (Alger).
* Sources :
L'État algérien l'a décoré à titre posthume de la médaille El-Athir.